# Astragalus badamensis
Astragalus badamensis är en ärtväxtart som beskrevs av Mikhail Grigoríevič Popov. Astragalus badamensis ingår i släktet vedlar, och familjen ärtväxter. Inga underarter finns listade i Catalogue of Life.